# Fumetti di Alien
Dal 1979 in poi sono stati prodotti varie serie a fumetti incentrati sul personaggio dello Xenomorfo, la creatura extraterrestre del film Alien di Ridley Scott.

## Storia editoriale

### Anni ottanta
A seguito del primo film Alien nel 1979, venne edito Alien: the Illustrated Story, versione a fumetti del lungometraggio scritto da Dan O'Bannon e Ronald Shusett. Con il successo del sequel Aliens - Scontro finale, diretto da James Cameron nel 1986,  seguirono altre storie a fumetti. Nel luglio 1988 esordì la serie a fumetti priva di titolo ma identificata come Aliens: Book I. La serie è formata da sei numeri scritti da Mark Verheiden e disegnata da Mark A. Nelson, ed è ambientata dieci anni dopo la fine di Aliens - Scontro finale. In questa miniserie si raccontano le vicissitudini della bambina Newt, ormai ragazza, e del sergente Hicks, sfigurato in volto dalle ferite subite negli eventi del film.
Il successo della serie permette a Mark Verheiden di scrivere l'anno successivo un seguito, Aliens: Book II, miniserie in quattro numeri pubblicata ad agosto 1989, disegnata da Denis Beauvais. Gli eventi raccontati si legano alla serie precedente: ormai la Terra è in mano agli alieni e Newt con Hicks deve trovare un posto dove sopravvivere; nel finale della serie si ritrova il personaggio di Ripley, protagonista della serie cinematografica.

### Anni novanta
Nel giugno 1990 esordisce la terza e ultima miniserie della trilogia, Aliens: Earth War, in quattro numeri, disegnato da Sam Keith, dove Newt e Hicks si riuniscono a Ripley e insieme lotteranno per la riconquista della Terra.
Nel maggio 1992 Mark Verheiden scrisse un epilogo della trilogia pubblicata sulla rivista contenitore Dark Horse Presents, The Alien, una breve storia che vede l'arrivo nell'orbita terrestre delle astronavi della specie aliena il cui scheletro si vede nel film Alien, e le cui intenzioni vengono spiegate nel primo episodio della serie a fumetti. 
Nel 1996 la trilogia venne una ristampa in tre volumi:
- Aliens, Vol. 1: Outbreak
- Aliens, Vol. 2: Nightmare Asylum
- Aliens, Vol. 3: Female War

Il successo della trilogia spinge lo scrittore Steve Perry a presentarne una versione romanzata di ogni singola serie.
- Aliens: Earth Hive (in Italia, Aliens: il nido sulla Terra) - 1992
- Aliens: Nightmare Asylum (in Italia, Aliens: incubo) - 1993
- Aliens: The Female War - 1996

Nel corso degli anni seguono altre miniserie come Aliens: Genocide (1991) e Aliens: Hive (1992) e volumi singoli come Aliens: Sacrifice (1993) e Aliens: Pig (1997), o miniserie in 12 volumi come Aliens: Colonial Marines (1993).

### Anni 2010
Nel 2016 viene edito da Dark Horse Comics Aliens: Defiance, di Brian Wood, contemporaneamente alla produzione del film Alien: Covenant. Ambientata in luoghi diversi e in altra epoca (17 anni dopo l'originario Alien), questa serie nel 2017 inaugura la serie a fumetti Aliens, edito da SaldaPress, che intende pubblicare le traduzioni italiane delle varie serie di fumetti dedicate ad Alien in passato da Dark Horse.
Nel 2018-2019 Dark Horse Comics (in inglese) e SaldaPress (in italiano), pubblicano un adattamento a fumetti della sceneggiatura di Alien³ scritta nel 1987 da William Gibson.

## Elenco delle serie a fumetti

### Adattamenti a fumetti
- Alien. La storia illustrata (Alien: The Illustrated Story, 1979)

### SerieAliens
- Aliens (Aliens: Outbreak) (luglio 1988 - luglio 1989) aka Aliens e Aliens: Book One[4]
- Aliens: Teoria della propagazione aliena (Aliens: Theory of Alien Propagation) (novembre 1988) aka Aliens
- Aliens II (Aliens: Nightmare Asylum) (agosto 1989 - maggio 1990) aka Aliens e Aliens: Book Two
- Aliens: Earth War (Aliens: Earth War) (giugno - ottobre 1990) aka Aliens: The Female War
- Aliens: Arrivo-Capolinea(Aliens: Advent/Terminus) (luglio - agosto 1990)[5]
- Aliens: Countdown (settembre 1990 - dicembre 1991)
- Aliens: Razziatori (Aliens: Reapers) (aprile 1991)[5]
- Aliens: The Alien (novembre 1991)[6]
- Aliens: Genocidio (Aliens: Genocide) (novembre 1991 - febbraio 1992)
- Aliens: Alveare (Aliens: Harvest) (febbraio - maggio 1992) aka Aliens: Hive
- Dark Horse Presents: Aliens (aprile 1992)
- Aliens: Tribes (aprile 1992)
- Alien³: Alone (maggio 1992)
- Aliens: Newt's Tale (giugno - Luglio 1992)
- Alien³ (Alien³) (giugno - Luglio 1992)
- Aliens: Renegade (agosto - settembre 1992) aka Renegade
- Aliens: Horror Show (ottobre - dicembre 1992)[7]
- Aliens : Marines Coloniali (Aliens: Colonial Marines) (gennaio 1993 - luglio 1994)
- Aliens: Countdown (marzo - aprile 1993)
- Aliens: Fuorilegge (Aliens: Rogue) (aprile - luglio 1993)
- Aliens: Sacrifice (marzo - giugno 1993)[8]
- Alien³: Terminal Addiction (giugno 1993)
- Aliens: Questione di gusti (Aliens: Taste) (luglio 1993)[9]
- Aliens: Crusade (luglio 1993 - febbraio 1994, incompleto)
- Aliens: Contraccolpo (Aliens: Backsplash) (agosto - settembre 1993)[10]
- The Compleat Aliens (settembre 1993)
- Aliens: Labirinto (Aliens: Labyrinth) (settembre 1993 - gennaio 1994)[11]
- Aliens: Salvation (Aliens: Salvation) (novembre 1993)[8]
- Aliens: Cargo (novembre - dicembre 1993)
- Aliens: Alien (gennaio - febbraio 1994)
- Aliens: Music of the Spears (gennaio - aprile 1994)
- Operation: Aliens (gennaio 1994)
- Aliens: Fortezza (Aliens: Stronghold) (maggio - settembre 1994) [12]
- Aliens: Mondo Pest (giugno - agosto 1994)
- Aliens: Matrix (luglio 1994, inedito)
- Aliens: Earth Angel (agosto 1994)
- Aliens: Frenzy (gennaio - aprile 1995) aka Aliens: Berserker
- Aliens: Mondo Pest (aprile 1995, collected version)
- Aliens: Incubation (settembre - ottobre 1995)
- Aliens: Mondo Heat (febbraio 1996)
- Aliens: Lucky (settembre 1996)[6]
- Aliens: Lovesick (dicembre 1996)
- Aliens: Headhunters (gennaio 1997)
- Aliens: Maiale (Aliens: Pig) (marzo 1997)[7]
- Aliens: Border Lines (maggio 1997)
- Aliens: Special (giugno 1997)
  - Aliens: 45 Seconds
  - Aliens: Elder Gods
- Alens: Caos totale (Aliens: Havoc) (giugno - luglio 1997)[13]
- Aliens: Epurazione (Aliens: Purge)  (agosto 1997)[14]
- Aliens: Alchimia (Aliens: Alchemy) (settembre - dicembre 1997)[15]
- Alien Resurrection (ottobre - novembre 1997)
- Aliens: Contagio (Aliens: Kidnapped) (dicembre 1997 - febbraio 1998)[16]
- Aliens: Tourist Season (febbraio 1998)
- Aliens: Sopravvissuto (Aliens: Survival) (febbraio - aprile 1998)[17]
- Aliens: Glass Corridor (giugno 1998)
- Aliens: Cacciatore (Aliens: Stalker) (giugno 1998)[18]
- Aliens: Spettro (Aliens: Wraith) (luglio 1998)[14]
- Aliens: Apocalisse - Gli Angeli Distruttori (Aliens: Apocalypse - The Destroying Angels) (gennaio - maggio 1999)[19]
- Aliens: Once in a Lifetime (febbraio 1999)
- Aliens: Xenogenesis (agosto - novembre 1999)
- Aliens (maggio 2009)
- Aliens: Più che umano (Aliens: More Than Human) (maggio - dicembre 2009) aka Aliens[20]
- Aliens: Ascensore per il paradiso (Aliens: Fast Track to Heaven) (dicembre 2011)[21]
- Aliens: Condizione inumana (Aliens: Inhuman Condition) (maggio - ottobre 2012)[22]
- Aliens: Colonial Marines - No Man Left Behind (luglio 2012)
- Aliens: Condizione inumana (Aliens: Inhuman Condition) (aprile 2013, collected version)
- Alien: Isolation (luglio 2014)
- Aliens: Field Report (settembre 2014)
- Aliens: Fire and Stone (settembre - dicembre 2014)[23]
- Aliens 30th Anniversary: The Original Comics Series (aprile 2016)
- Aliens: Defiance (aprile 2016 - marzo 2017)[24]
- Aliens: Defiance - attività extraveicolare (Aliens: Defiance - Extravehicular)(maggio 2016)[21]
- Aliens: Life and Death (settembre - dicembre 2016)[25]
- Aliens: The Original Comics Series Volume 2 (aprile 2017)
- Aliens: Dead Orbit (aprile - luglio 2017)[26]
- Aliens: Polvere alla polvere (Aliens: Dust to Dust) (aprile - dicembre 2018)[27]
- Alien 3. La sceneggiatura originale (William Gibson's Alien 3) (novembre 2018 - gennaio 2019)[28]
- Aliens: Resistance (gennaio - aprile 2019)[29]
- Aliens: Salvataggio (Aliens: Rescue) (luglio - ottobre 2019)[30]
- Alien - La sceneggiatura (Alien: The Original Screenplay) (agosto 2020)[31]

### SerieAliens: Space Marines
- Aliens: Desert Storm (1992)
- Aliens: Operation: Rescue (1992)
- Aliens: Hive War (1992)
- Aliens: Jungle Attack (1992)
- Aliens: Meltdown (1992)
- Aliens: Showdown (1992)
- Aliens: Stampede (1992)
- Aliens: Fireball (1992)
- Aliens: Night Strike (1992)
- Aliens: Swarm (1992)
- Aliens: Terrordome (1992)
- Aliens: Ice Storm (1992)

### EdizioniOmnibus
| Volume                   | Data di uscita | Storie contenute |
| ------------------------ | -------------- | --- |
| Aliens Omnibus: Volume 1 | luglio 2007    | Outbreak, Nightmare Asylum, Female War, Theory of Alien Propagation e The Alien.                                                                              |
| Aliens Omnibus: Volume 2 | dicembre 2007  | Genocide, Harvest, Colonial Marines. |
| Aliens Omnibus: Volume 3 | marzo 2008     | Rogue, Sacrifice, Labyrinth, Salvation, Advent/Terminus, Reaper, Horror Show.                                                                                 |
| Aliens Omnibus: Volume 4 | luglio 2008    | Music of the Spears, Stronghold, Frenzy, Taste, Mondo Pest, Mondo Heat.                                                                                       |
| Aliens Omnibus: Volume 5 | ottobre 2008   | Alchemy, Kidnapped, Survival, Cargo, Alien, Earth Angel, Incubation, Havoc, Lovesick, Lucky.                                                                  |
| Aliens Omnibus: Volume 6 | dicembre 2008  | Apocalypse, Once in a Lifetime, Xenogenesis, Head Hunters, Tourist Season, Pig, Border Lines, 45 seconds, Elder Gods, Purge, Glass Corridor, Stalker, Wraith. |

## Crossover

### Predator
Nel 1990 il regista Stephen Hopkins dirige Predator 2, nel quale viene mostrata l'astronave usata dall'alieno per arrivare sulla Terra oltre al teschio di un Alien. A giugno esordì l'albo Aliens vs Predator, scritto da Randy Stradley e disegnato da Chris Warner, e racconta di come i Predator usino lanciare uova di alieni su vari pianeti, aspettare che questi si diffondano, per poi scendere e dar loro la caccia. Nel luglio 1993 comincia la pubblicazione di Aliens Predator: The Deadliest of the Species, miniserie in dodici numeri scritta da Chris Claremont, intanto Randy Stradley pubblica altre storie che seguono il suo primo albo. Gli albi di Claremont e Stradley terminano entrambi nell'agosto 1995. Il successo della serie fumettistica ha spinto quasi dieci anni dopo, nel 2004, il regista inglese Paul W. S. Anderson a dirigerne una trasposizione cinematografica, Alien vs Predator (dove la parola Alien è presentata al singolare). Nel 2000, sempre con Predator, incontra il Terminator in Aliens vs Predator vs The Terminator il quale è anche il seguito degli eventi narrati nel film Alien - La clonazione (Alien Resurrection, 1997).

### DC Comics
- Superman vs Aliens (1995) e Superman vs Aliens II: Godwar (2002);
- Batman vs Aliens (1997);
- Green Lantern vs Aliens (2000);
- Superman e Batman versus Aliens e Predator (2007): i due supereroi scoprono che alcuni Predator si persero sulla Terra 14000 anni fa, stanziandosi quindi all'interno di un vulcano inattivo, e che si sono portati dietro degli Alien per la caccia. Tenteranno quindi di rispedirli sul loro pianeta natale, finché i Predator non si rivolteranno contro i loro benefattori, mettendo a ferro e a fuoco la fortezza; gli Alien, con tanto di regina, non se ne staranno a guardare.

### Marvel Comics
- Alien (2021-2022);
- Aliens: Affermath (2021);
- Alien Annual (2022);
- Alien (2022-2023);
- Alien (2023);
- Alien Annual (2023);
- Alien (2024);
- Alien: Black, White & Blood (2024);
- Aliens: What If...? (2024);
- Aliens vs. Avengers (2024-2025);
- Alien: Romulus Annual (2024);
- Alien: Paradiso (2024-2025).

### Top Cow
Insieme al Predator, la creatura aliena incontra faccia a faccia gli altri due personaggi: Witchblade e Tenebra:
- Overkill (1999);
- Mindhunter (2000).

### Dark Horse Comics
La Dark Horse ha pubblicato vari Crossover che ripropongono l'accostamento di Aliens e Predator, in certi casi anche accostando i supereroi più famosi della DC Comics come Batman, Superman e il Corpo delle Lanterne Verdi, oppure con il Giudice Dredd, il Terminator, Buffy Summers e Vampirella.
Elenco completo: 
- Alien vs Predator (giugno-dicembre 1990)
- Aliens vs. Predator 2 (gennaio 1992-febbraio 1993)
- Aliens vs. Predator: Deadliest of the Species (luglio 1993-agosto 1995)
- Aliens vs Predator: Blood Time (settembre 1994)
- Alien vs Predator: Duel (marzo-aprile 1995)
- Aliens vs Predator: War (maggio-agosto 1995)
- Superman vs. Aliens (luglio-settembre 1995) aka Superman/Aliens
- Batman/Aliens (marzo-aprile 1997)
- WildC.A.T.s/Aliens (agosto 1998)
- Alien vs. Predator: Eternal (giugno 1998-luglio 1999)[38]
- Overkill: Witchblade/Aliens/Darkness/Predator (novembre-dicembre 1999)
- Aliens versus Predator versus The Terminator (aprile-luglio 2000)
- Lanterna Verde contro Aliens (Green Lantern versus Aliens) (settembre-dicembre 2000)
- Witchblade/Aliens/Darkness/Predator: Mindhunter (dicembre 2000-febbraio 2001)
- Batman/Aliens II (dicembre 2002-febbraio 2003) aka Batman/Aliens Two
- Superman vs. Aliens II: God War (maggio-dicembre 2002) aka Superman/Aliens II: God War
- Judge Dredd versus Aliens: Incubus (marzo-giugno 2003) aka Judge Dredd vs. Aliens: Incubus
- Superman and Batman vs. Aliens and Predator (gennaio-febbraio 2007) aka Superman and Batman versus Aliens and Predator
- Aliens vs Predator: La guerra dei tre mondi (Aliens vs Predator: Three World War) (gennaio-settembre 2010)[39]
- Buffy the Vampire Slayer: In Space No One Can Hear You Slay! (maggio 2012)
- Predator vs. Judge Dredd vs. Aliens: Incubus and Other Stories (ottobre 2014)
- Aliens/Vampirella (settembre 2015-febbraio 2016)
- DC Comics/Dark Horse Comics: Aliens (aprile 2016)
- Predator vs. Judge Dredd vs. Aliens: Splice and Dice (luglio 2016-ottobre 2017)
- Aliens vs Predator: Thicker than Blood (dicembre 2019-gennaio 2020)[40]